# Mizuho (Gifu)
Mizuho (japonsky:瑞穂市 Mizuho-ši) je japonské město v prefektuře Gifu na ostrově Honšú. Žije zde přes 54 tisíc obyvatel. Ve městě působí 5 středních škol a 1 soukromá univerzita.